# Une place à prendre (mini-série)
Cet article concerne la mini-série. Pour le roman, voir Une place à prendre.
Une place à prendre (The Casual Vacancy) est une mini-série américano-britannique en trois épisodes d'environ 60 minutes, réalisée par Jonny Campbell, écrite par Sarah Phelps d'après le roman homonyme de J. K. Rowling, et diffusée depuis le 15 février 2015 sur BBC One, ainsi que les 29 et 30 avril 2015 sur HBO.
En France, la série est diffusée depuis le 1er mai 2015 sur OCS City, en Belgique et au Luxembourg sur BeTV, et au Québec depuis 2016 sur Max.

## Synopsis
Dans la petite ville de Pagford, un village apparemment idyllique de la campagne anglaise, se déroule une guerre sans merci entre ses habitants. À la mort brutale du conseiller Barry Fairbrother, tous les coups sont permis pour prendre sa place.

## Fiche technique
- Titre français : Une place à prendre
- Titre original : The Casual Vacancy
- Réalisation : Jonny Campbell
- Scénario : Sarah Phelps, d'après le roman Une place à prendre de J. K. Rowling (2012)
- Montage : Tom Hemmings
- Photographie : Tony Slater-Ling
- Musique : Solomon Grey
- Production :
  - Producteurs délégués : J. K. Rowling, Neil Blair, Paul Trijbits et Rick Senat
  - Producteurs : Ruth Kenley-Letts
- Sociétés de production : Brontë Film and Television, British Broadcasting Corporation, Home Box Office
- Sociétés de distribution : BBC (Royaume-Uni) et Warner Bros. Television (international)
- Pays d'origine : Royaume-Uni et États-Unis
- Langue originale : anglais
- Année de diffusion : 2015
- Nombre d'épisodes : 3
- Durée des épisodes : 60 minutes
- Dates de diffusion :
  -  Royaume-Uni : du 15 février 2015 au 1er mars 2015 sur BBC One
  -  États-Unis : le 29 avril 2015 et 30 avril 2015 sur HBO
  -  France : du 1er mai 2015 au 15 mai 2015 sur OCS City

## Distribution
- Rory Kinnear (VF : Stéphane Pouplard) : Barry Fairbrother[3]
- Emily Bevan (en) (VF : Natacha Muller) : Mary Fairbrother
- Michael Gambon (VF : Michel Ruhl) : Howard Mollison[3]
- Julia McKenzie (VF : Marie-Martine) : Shirley Mollison[3]
- Rufus Jones (VF : Philippe Valmont) : Miles Mollison[4]
- Keeley Hawes (VF : Juliette Degenne) : Samantha Mollison[3]
- Hetty Baynes (en) : Maureen Lowe[5]
- Abigail Lawrie (VF : Claire Baradat) : Krystal Weedon[4]
- Keeley Forsyth (en) : Terri Weedon[4]
- Simon McBurney (VF : Yann Guillemot) : Colin "Cubby" Wall[3]
- Monica Dolan : Tess Wall[4]
- Brian Vernel : Stuart « Fats » Wall
- Richard Glover (VF : Serge Faliu) : Simon Price[3]
- Marie Critchley : Ruth Price[3]
- Joe Hurst (VF : Benjamin Bollen) : Andrew « Arf » Price
- Michele Austin (en) : Kay Bawden[4]
- Lolita Chakrabarti : Parminder Jawanda
- Silas Carson : Vikram Jawanda
- Ria Choony : Sukhvinder Jawanda[4]
- Simona Brown : Gaia Bawden
- Julian Wadham (VF : Jacques Faugeron) : Aubrey Sweetlove
- Emilia Fox : Julia Sweetlove

 Source et légende : version française (VF) sur RS Doublage

## Différences avec le livre
- Dans le livre, Barry Fairbrother, est banquier et il s'occupe également de l'équipe d'aviron dont font partie Krystal et Sukhvinder. Dans la série, il est avocat et associé à Miles Mollison, rôle tenu par Gavin Hood dans le livre qui est totalement absent de l'adaptation.
- Dans le livre, Barry et Mary Fairbrother ont quatre enfants et sont mariés depuis dix-neuf ans, dans la série, c'est un couple sans enfants et les comédiens semblent plus jeunes que l'âge des personnages du livre, ce qui incite à pense qu'il y a dix-neuf ans, ils étaient encore mineurs et ne pouvaient être mariés.
- Dans la série, Simon Price est le demi-frère de Barry Fairbrother, ils ont la même mère mais deux pères différents, alors qu'ils n'ont aucun lien de parenté dans le livre. Afin de justifier cela, les deux personnages sont joués par des comédiens ayant une certaine ressemblance physique dans la série. De ce fait, Andrew et Paul sont les neveux de Barry et Mary.
- Dans le livre, Parminder et Vikram Jawanda ont trois enfants alors que dans la série, ils n'ont que Sukhvinder.
- Dans le livre, Sukhvinder n'a presque pas d'amis exceptée les filles de Barry et Mary absentes de la série et elle est continuellement harcelée par Fats. Dans la série, il ne la harcèle pas mais elle est néanmoins solitaire.
- Dans la série, Tessa Wall siège au conseil paroissial, ce qui n'est pas le cas dans le livre.
- Dans la série, les Mollison veulent transformer la clinique en centre thalasso alors que, dans le livre, ils veulent céder le quartier des Champs à Yarvil, la commune dont dépend la paroisse de Pagford.
- Dans le livre, Kay et Gaïa sont venues s'installer à Pagford pour suivre Gavin qui entretient une relation avec Kay. Ce personnage étant absent de la série, elles sont venues toutes deux de leur propre volonté alors que Gaïa est très récalcitrante à ce déménagement depuis Londres dans le livre.
- Dans le livre, Shirley Mollison est bénévole à l'hôpital comme Ruth Price avec qui elle est  amie. Dans la série, seule Ruth travaille à l'hôpital et elle ne semble avoir aucun lien d'amitié avec Shirley.
- Dans la série, Obott est arrêté par la police sur dénonciation de Krystal pour trafic de drogue, ce qui n'a pas lieu dans le livre.
- Dans le livre, il n'y a que quatre messages du Fantôme de Barry Fairbrother sur le site internet du conseil paroissial, par trois personnes différentes alors que, dans la série, seul Andrew publie des messages.
- Dans le livre, les messages du Fantôme concernent Simon Price, Parminder Jawanda, Colin Wall et Howard Mollison alors que dans la série, on retrouve les mêmes avec un message sur Miles Mollison en plus posté par Andrew Price.
- Dans le livre, les messages du Fantôme sont uniquement des textes mais, dans la série, il y a aussi des montages photos et des vidéos.
- Dans la série, Shirley Mollison tente de briser le mariage de son fils avec Samantha et de récupérer la garde de ses deux petites-filles, ce qui n'est pas le cas dans le livre.
- Dans la série, Andrew surprend Howard en train de flirter avec Maureen alors, que dans le livre, ils l'apprennent par Patricia, la fille de Howard et Shirley, qui les a surpris dans son enfance. Patricia est absente dans la série.
- Samantha et Andrew ne s'embrassent pas dans la série.
- Dans le livre, Simon est renvoyé de son travail après la dénonciation du Fantôme. Dans la série, il conserve son poste et obtient même une promotion.
- À la fin du livre, Simon et sa famille vont déménager. Dans la série, ils restent à Pagford. Quant à Simon, il devra vivre écrasé par la culpabilité de la mort de Krystal car la télé volée dont il a voulu se débarrasser en la jetant dans le lac est responsable en partie du décès de la jeune fille. Dans le livre, Simon n'a aucun rapport avec la mort de Krystal.
- À la fin du livre, Robbie se noie et Krystal se suicide par overdose alors que dans la série, Robbie tombe également à l'eau mais Krystal meurt noyée, s'étant emmêlée dans les fils de la télévision, dont Simon et Andrew se sont débarrassés plus tôt en la jetant alors qu'elle avait plongé pour tenter de sauver Robbie.
- Dans le livre, c'est Sukhvinder qui plonge pour essayer de sauver Robbie. Dans la série, c'est Vikram qui le repêche et il survit.
- Dans le livre, Gaïa et sa mère retournent à Londres et Andrew, dont les parents déménagent à proximité, leur promet de leur rendre visite. Dans la série, ils restent tous à Pagford mais semblent néanmoins entamer une relation.
- À la fin du livre, Miles Mollison décide de collaborer avec Colin Wall, ce qui n'est pas montré dans la série.